# 對亞美尼亞種族滅絕的承認
下表列出承認亞美尼亞種族滅絕的國家、地方政府或國際組織。截至2015年7月17日，28個主權國家的國家元首或議會已承認亞美尼亞種族滅絕；澳洲、英國、西班牙等国家有部分地方政府承認亞美尼亞種族滅絕，但國家元首和議會均沒有表示承認。一些國家和地方政府訂立了亞美尼亞大屠殺紀念日，也有部分國家禁止國民否認亞美尼亞種族滅絕。

## 地圖

各國對亞美尼亞種族滅絕的態度
國家元首、地方議會或議會承認
明確否認存在亞美尼亞滅絕

## 列表

### 國家
| 國家（機構）                                                  | 初次承認       | 詳細情況 | 參            |
| ------------------------------------------------------------- | -------------- | --- | ------------- |
| 阿根廷（上議院）                                              | 1993年         | 阿根廷參議院通過決議，承認亞美尼亞種族大屠殺是一宗危害人類罪，也是20世紀第一宗種族滅絕；決議提到亞美尼亞種族大屠殺有150萬名死者，形容他們是死於土耳其政府的手裡。 | [ 1 ]         |
| 亞美尼亞蘇維埃社會主義共和國（最高苏维埃主席团） · → 亞美尼亞 | 1988年         | 亞美尼亞蘇維埃社會主義共和國最高苏维埃主席团決定承認和譴責亞美尼亞種族大屠殺，認為大屠殺是鄂圖曼帝國犯下的嚴重危害人類罪，又宣布4月24日是亞美尼亞種族大屠殺受害者紀念日。 | [ 2 ]         |
| 奥地利（政黨）                                                | 2015年         | 奧地利國會六大政黨的代表發表聯合聲明，認為奧地利有責任承認和譴責「那些恐怖事件」是一宗種族滅絕，土耳其要面對「該國歷史上黑暗和痛苦的章節」。 | [ 3 ]         |
| 比利时（上議院）                                              | 1998年         | 比利時參議院通過決議，要求土耳其政府承認「鄂圖曼帝國最後的政府在1915年干犯種族滅絕」，又要求歐洲聯盟及其會員國支持推動土耳其人和亞美尼亞人之間的對話，促進這兩個民族之間的和解。 | [ 4 ]         |
| 玻利维亚（议会）                                              | 2014年         | 玻利維亞多民族立法大會的參議院和下議院均通過決議，譴責任何否認亞美尼亞種族大屠殺的政策、以及亞美尼亞民族所蒙受的危害人類罪。 | [ 5 ]         |
| 巴西（上議院）                                                | 2015年         | 巴西聯邦參議院通過決議，承認亞美尼亞種族大屠殺，又認為土耳其有需要承認大屠殺，也需要與亞美尼亞建立有建設性的對話；提出有關決議的參議員認為，這兩個舉動將會意味對生命和民族多樣性的尊重。 | [ 6 ]         |
| 保加利亚（议会）                                              | 2015年         | 保加利亚国民议会以157票贊成、36票反對通過聲明，承認鄂圖曼帝國境內的亞美尼亞人曾遭到屠殺，又決定把4月24日訂為「亞美尼亞種族大屠殺紀念日」。 | [ 7 ]         |
| 加拿大（下議院）                                              | 1996年         | 加拿大國會下議院通過決議，把每年的4月20日至27日訂為「紀念人類不人道待人」的一週，並把亞美尼亞種族大屠殺形容為「奪去150萬條性命的亞美尼亞悲劇」。 | [ 8 ]         |
| 智利（上議院）                                                | 2007年         | 智利參議院通過決議，認為有系統地消滅境內的亞美尼亞人是鄂圖曼帝國的政策，形容亞美尼亞種族大屠殺是「一場殘酷的種族屠殺」，導致150萬名在「數千年來屬於自己祖先的土地」上生活的亞美尼亞公民死去；參議院希望透過譴責對亞美尼亞人的種族屠殺，從而支持亞美尼亞民族。                                                                         | [ 9 ]         |
| 賽普勒斯（下議院）                                            | 1975年         | 塞浦路斯眾議院在1975年通過決議，承認亞美尼亞種族大屠殺；2015年，眾議院修訂法例，令否認亞美尼亞種族大屠殺成為一項刑事罪行。 | [ 10 ]        |
| 捷克（國家元首）                                              | 2014年         | 捷克共和國總統米洛什·澤曼在2014年以「種族屠殺」一詞形容亞美尼亞種族大屠殺，又指「有150萬名亞美尼亞人在1915年被殺害」；2015年，捷克共和國參議院通過決議，紀念亞美尼亞種族大屠殺100周年，並譴責否認大屠殺的政策。 | [ 11 ] [ 12 ] |
| 法國（下議院）                                                | 1998年         | 法國國民議會在1998年宣佈法國公開承認亞美尼亞種族大屠殺。 | [ 13 ]        |
| 德国（國家元首）及（議會）                                    | 2015年及2016年 | 德國聯邦總統姚阿幸·高克形容亞美尼亞人曾遭遇「大規模滅絕」、「種族清洗」、「驅逐」和「種族屠殺」，而亞美尼亞種族大屠殺亦是一宗「有計劃和具系統性的屠殺」；他又認為德國人也需要為大屠殺負一些責任，承認有德國士兵曾策劃和參與驅逐亞美尼亞人出境。德國議會下議院於2016年6月2日通過決議，承認奧斯曼土耳其帝國對亞美尼亞人進行「大屠殺」。 | [ 14 ] [ 15 ] |
| 希腊（議會）                                                  | 1996年         | 希臘議會在1996年決定承認亞美尼亞種族大屠殺，該國總統科斯蒂斯·斯特凡诺普洛斯亦在同年簽署法令，把4月24日訂為「亞美尼亞人被土耳其種族屠殺」的紀念日；2014年，希臘議會以54票支持、42票反對，通過《打擊歧視、仇外和種族主義法》，禁止否認被希臘議會承認的種族屠殺，否認亞美尼亞種族大屠殺因而成為刑事罪行。                                | [ 16 ]        |
| 義大利（下議院）                                              | 2000年         | 意大利眾議院通過決議，邀請土耳其承認「現代的土耳其共和國成立前對少數民族亞美尼亞人的種族屠殺」。 | [ 17 ]        |
| 黎巴嫩（議會）                                                | 1997年         | 黎巴嫩國會表示他們感受到「黎巴嫩亞美尼亞人在1915年和1923年所受的痛苦和苦難」，認為亞美尼亞人的遭遇與殖民者對黎巴嫩人的有組織滅絕相似；國會認為4月24日是一個讓人「紀念這場通過屠殺亞美尼亞人而造成的劫難」的機會，呼籲黎巴嫩人民在這天展示他們與亞美尼亞人的團結和互相支持。                                                           | [ 18 ]        |
| 立陶宛（議會）                                                | 2005年         | 立陶宛共和國議會通過決議，譴責「鄂圖曼帝國的土耳其人種族屠殺亞美尼亞人」，又呼籲土耳其共和國承認此歷史事實。 | [ 19 ]        |
| 盧森堡（議會）                                                | 2015年         | 盧森堡國會在當地土耳其人抗議下承認亞美尼亞種族大屠殺，該國外交部部長瓊·阿塞爾伯恩認為此舉不是對土耳其的敵對舉動，只是希望土耳其和亞美尼亞能夠和解。 | [ 20 ]        |
| 荷蘭（下議院）                                                | 2004年         | 荷蘭國會第二院通過動議，要求該國政府通過與土耳其的對話框架，持續和明確地提升各界對亞美尼亞種族大屠殺的承認。 | [ 21 ]        |
| 波蘭（下議院）                                                | 2005年         | 波蘭共和國下議院通過決議，承認土耳其境內的亞美尼亞人在第一次世界大戰遭到種族屠殺，又認為譴責亞美尼亞種族大屠殺和紀念當中的受害者是全體人類、所有國家、以及具备善良意志者的道德義務。 | [ 22 ]        |
| 俄羅斯（下議院）                                              | 1995年         | 國家杜馬通過決議，譴責「在1915年至1922年間滅絕亞美尼亞人的罪犯」，形容亞美尼亞種族大屠殺是「在亞美尼亞人的歷史家園滅絕猶如我們兄弟的亞美尼亞人」，目的是破壞俄羅斯。 | [ 23 ]        |
| 斯洛伐克（議會）                                              | 2004年         | 斯洛伐克国会通過決議，承認亞美尼亞種族滅絕是一宗危害人類罪，認為有「數十萬名」在鄂圖曼帝國居住的亞美尼亞人被殺；2011年，斯洛伐克国會批准一項法案，禁止斯洛伐克公民在任何國家否認亞美尼亞種族大屠殺，違者可被判囚五年。 | [ 24 ] [ 25 ] |
| 瑞典（議會）                                                  | 2000年         | 瑞典國會在2000年已承認亞美尼亞種族大屠殺，但因「技術原因」而取消承認，其後在2005年再次決定承認。可是，瑞典政府在2015年拒絕接納此動議，有關人士解釋「不能在未經研究的情況下指控一個國家干犯種族滅絕」。 | [ 26 ] [ 27 ] |
| 瑞士（下議院）                                                | 2003年         | 瑞士國民院決定承認亞美尼亞種族大屠殺，認為「鄂圖曼帝國的亞美尼亞人在第一次世界大戰期間被消滅，造成超過一百萬人在鄂圖曼帝國的命令下遭到驅逐和屠殺」是「無可爭辯」的事實。曾有人因否認亞美尼亞種族大屠殺而被瑞士的法庭定罪，他因而向歐洲人權法院興訟，參見佩林切克訴瑞士案。                                                            | [ 28 ] [ 29 ] |
| 叙利亚（國家元首）                                            | 2014年         | 敘利亞總統巴沙爾·阿薩德在接受法新社採訪時表示，「鄂圖曼人屠殺亞美尼亞人，在敘利亞和土耳其境內殺死了150萬名亞美尼亞人和50萬名信奉東正教的敘利亞人」。 | [ 30 ]        |
| 美国（眾議院及國家元首）                                      | 2019年及2021年 | 美国国会众议院於2019年10月29日以405票支持、11票反對通過決議，正式承认当年奥斯曼帝国对亚美尼亚人的大屠杀构成“种族灭绝”。2021年4月24日，美国总统乔·拜登正式承认奥斯曼帝国对亚美尼亚人實行种族灭绝，这是首位美国总统承認亞美尼亞種族滅絕。                                                                                               | [ 31 ] [ 32 ] |
| 乌拉圭（議會）                                                | 1965年         | 烏拉圭國會上下兩院舉行會議，把1965年4月24日訂為「亞美尼亞烈士紀念日」，從而「向1915年被殺的亞美尼亞人致意」，又允許亞美尼亞裔的公務員在當日缺席。 | [ 33 ]        |
| 梵蒂冈（國家元首）                                            | 2000年         | 教宗若望·保祿二世和亞美尼亞卡托利科斯卡雷金二世發表联合公报，表示「亞美尼亞種族大屠殺為其後的恐怖事件揭開序幕，世界大戰、無數的地區衝突、蓄意組織的滅絕運動，奪去了數以百萬名信徒的性命」。 | [ 34 ]        |
| 委內瑞拉（議會）                                              | 2005年         | 委內瑞拉國會通過決議，認為亞美尼亞種族大屠殺是「人類史上第一宗經科學策劃、組織和實際執行的種族屠殺」，由「『青年土耳其黨人』政權和他們『泛突厥主義』的意識形態」犯下，幾乎有200萬人遭到滅絕。 | [ 35 ]        |

### 地方政府
以下只是列出國家元首和議會均沒有承認亞美尼亞種族滅絕、只有地方政府明確表示承認的國家；如果某國的國家元首或議會已承認亞美尼亞種族滅絕，下表便不會列出該國的地方政府。
| 國家   | 地方政府   | 機構               | 承認日期       | 參     |
| ------ | ---------- | ------------------ | -------------- | ------ |
|        | 南澳大利亚 | 南澳大利亚州立法会 | 2009年3月25日  | [ 36 ] |
| 英国   | 愛丁堡     | 愛丁堡議會         | 2005年11月17日 | [ 37 ] |
| 英国   | 威爾斯     | 威爾斯國民議會     | 2006年1月24日  | [ 38 ] |
| 西班牙 | 加泰隆尼亞 | 加泰羅尼亞議會     | 2010年2月26日  | [ 39 ] |
| 西班牙 | 巴斯克地區 | 巴斯克自治區議會   | 2007年4月20日  | [ 40 ] |

### 國際組織
| 組織                  | 承認日期      | 組織                             | 承認日期       |
| --------------------- | ------------- | -------------------------------- | -------------- |
| 美國猶太人委員會      | 2014年4月23日 | 南方共同市場                     | 2007年11月19日 |
| 埃利·維瑟爾人道基金會 | 2007年4月9日  | 土耳其人權協會（伊斯坦布爾分部） | 2006年4月24日  |
| 國際轉型正義中心      | 2003年2月10日 | 歐洲基督教青年會聯盟             | 2002年7月20日  |
| 法國人權聯盟          | 1998年5月16日 | 國際種族滅絕學者協會             | 1997年6月13日  |
| 庫爾德流亡議會        | 1996年4月24日 | 常設人民法庭                     | 1984年4月16日  |
| 參考資料：            |               |                                  |                |